# Espirometria

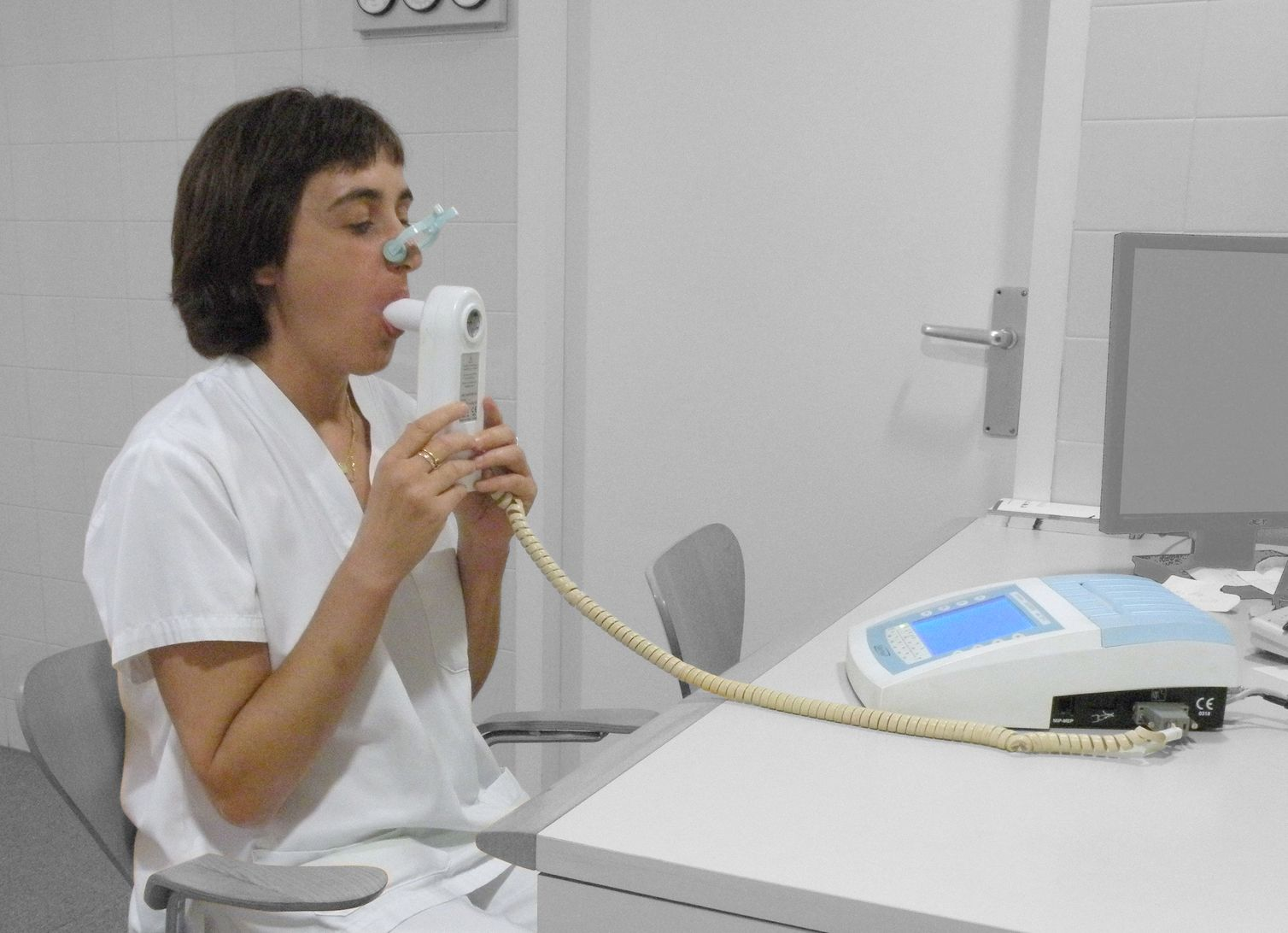
Fent una espirometria

L'espirometria (és a dir, el mesurament de la respiració) és la més comuna de les proves de funció pulmonar, el mesurament de la funció pulmonar, específicament el mesurament de la quantitat (volum) i/o la velocitat (flux) d'aire que pot ser inspirat i expirat. L'espirometria, que utilitza un espiròmetre, és una eina important per a avaluar malalties tals com l'asma, la MPOC o la fibrosi pulmonar.

## Paràmetres de l'espirometria

Espirometria

Els paràmetres més importants són:
| Abreviatura | Denominació anglesa                  | Denominació en català               | Definició |
| ----------- | ------------------------------------ | ----------------------------------- | --- |
| FVC         | Forced Vital Capacity                | Capacitat vital forçada             | Volum d'aire expulsat durant l'espiració forçada. És un indicador de la capacitat pulmonar i s'expressa en litres.     |
| FEV1        | Forced Expiratory Volume in 1 Second | Volum expiratori forçat en 1 segon  | Volum d'aire expulsat en el primer segon d'una expiració forçada. És un paràmetre de flux i es mesura en litres/segon. |
| FEV1/FVC    |                                      |                                     | Buidatge de les vies respiratòries de més gran calibre (tràquea i bronquis principals)                                 |
| FEF 25-75%  | Forced Expiratory Flow 25-75         | Flux expiratori forçat 25-75        | Buidatge de les vies aèries petites i és independent de l'esforç realitzat.                                            |
| FEM         | PEF Peak expiratory flow             | Flux expiratori màxim o pic de flux | Flux màxim aconseguit durant la maniobra d'espiració forçada.                                                          |

## Proves relacionades
- Prova broncodilatadora, per avaluar la possible reversibilitat de la broncoconstricció en malalties com ara l'asma.
- Prova de provocació bronquial, generalment amb metacolina, per determinar una hiperreactivitat bronquial.